# Землерой многорогий
Землерой многорогий, или навозник многорогий, или цератофий многорогий (лат. Ceratophyus polyceros) — вид жесткокрылых рода Ceratophyus семейства навозников-землероев, подсемейства Geotrupinae.

## Описание
Относительно крупные жуки. Длина тела 18—28 мм. Тело удлиненное, выпуклое, коричневого или смоляно-чёрного цвета. Низ тела густо покрыт чёрно-бурыми волосками. Предглазные лопасти угловато вытянуты. Щиток сердцевидный. Вершина наличника самца выдается вперед в виде длинного рога (у самок — короткого острого бугорка), на переднем крае переднеспинки самца развит длинный рог направленный вперёд (у самок в этом месте находятся 2 коротких и острых бугорки). Переднеспинка у самок и самцов с закруглёнными передними углами.

## Ареал и местообитание
Населяет степи и полупустыни Евразии от долины Днепра на западе до Тургайского прогиба на востоке; также вдоль восточного побережья Аральского моря проникает в Среднюю Азию — на востоке до северной границы Каракалпакии.
На территории Украины ранее вид был распространён более широко, и отмечался для Харьковской, Луганской, Киевской, Запорожской области. В настоящее время на территории Украины случаи находок вне Херсонской области неизвестны.

## Биология
Предпочитает песчаные почвы. Встречается единичными экземплярами, преимущественно редко: в апреле — мае, а при ранней весне — в марте. Активен в ночное время. Питается экскрементами млекопитающих — лошадей и крупного рогатого скота. Выкапывает под навозом глубокие до 1,5—2 метра норы с многочисленными камерами в которые откладываются яйца с запасом пищи для личинок. Норы роют очень глубиной 1,5—2 м, непосредственно под кучами навоза. В верхней части норы находится небольшой горизонтальный участок, ниже которого нора почти отвесно уходит вниз. В конце норы находятся горизонтальные, широкие (диаметром около 5 см) и длинные (длиной до 25 см) ячейки, куда пара жуков запасает навоз для личинок. Таких ячеек жуки создают до 5 штук. Яйца откладываются не в навоз, а в почву около ячейки. Закончив питание, личинка окукливается. Генерация двухлетняя. Жук, вышедший из куколки, зимует в норе.

## Замечания по охране
Вид занесён в Красную книгу Украины, как «уязвимый вид». Находится под охраной в заповеднике «Аскания-Нова».